# Heneage Finch, 1. hrabě z Aylesfordu
Heneage Finch, 1. hrabě z Aylesfordu (Heneage Finch, 1st Earl of Aylesford, 1st Baron Guernsey) (1649 – 22. července 1719) byl anglický právník a politik. Od mládí byl poslancem Dolní sněmovny a zastával vysoké funkce v justici. Jako příznivec toryů byl v opozici po celou dobu vlády Viléma Oranžského, až po nástupu hannoverské dynastie se stal členem vlády a v roce 1714 získal titul hraběte.

## Životopis

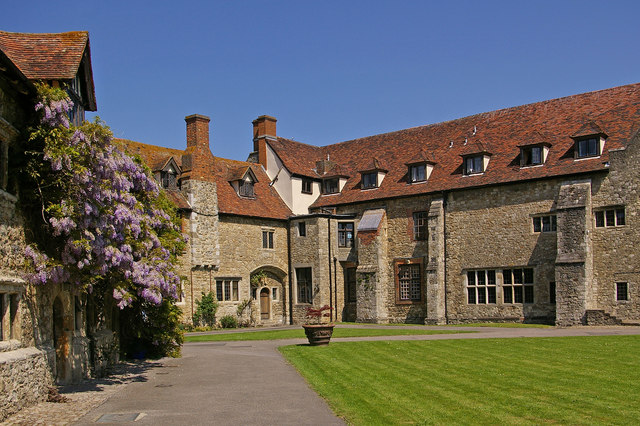
Bývalý klášter Aylesford Priory (Kent), od jehož názvu byl odvozen titul hrabat z Aylesfordu

Pocházel ze šlechtického rodu Finchů, byl mladším synem právníka 1. hraběte z Nottinghamu (1620–1682), po matce byl spřízněn s vlivnou parlamentní rodinou Harveyů. Studoval ve Westminsteru a Oxfordu, od mládí působil v justici, v roce 1667 krátce pobýval jako atašé v Bredě. V roce 1677 se stal soudcem a byl jmenován královským justičním radou (King's Counsel). V letech 1679–1686 zastával funkci nejvyššího státního zástupce (solicitor general). V roce 1679 byl krátce členem Dolní sněmovny, znovu byl poslancem v letech 1685–1698 a 1701–1703 (ve volbách většinou obhajoval mandát za prestižní volební obvod oxfordské univerzity) a v roce 1685 byl krátce místopředsedou poslanecké sněmovny. I když byl stoupencem Stuartovců, nesouhlasil s přísně prokatolickým směřováním politiky Jakuba II. a krátce po jeho nástupu byl odvolán z funkce nejvyššího státního zástupce. Naopak v roce 1688 se postavil na stranu Jakuba II. a jako jeden z mála odmítl přijmout nástup Viléma Oranžského. Po celou dobu Vilémovy vlády byl proto v opozici a až po jeho smrti byl jmenován členem Tajné rady, zároveň obdržel titul barona Guernseye s členstvím ve Sněmovně lordů (1703), od roku 1701 byl smírčím soudcem a zástupcem místodržitele v hrabství Surrey. Ani za vlády královny Anny však nezískal žádný úřad, až po nástupu hannoverské dynastie byl krátce lordem kancléřem vévodství lancasterského (1714-1716). Nakonec musel odstoupit s celým klanem Finchů a rodina byla na víc než dvacet let donucena k politické pasitivě. Stejně jako otec byl ve své době hodnocen jako jeden z nejlepších právníků a parlamentních řečníků.
Jeho manželkou byla od roku 1678 Elizabeth Banks (1655–1743), dcera a dědička bohatého londýnského obchodníka Sira Johna Bankse. Součástí dědictví bylo panství s bývalým klášterem Aylesford Priory, od jehož názvu byl odvozen hraběcí titul. Z jejich manželství pocházelo šest dětí. Dědicem titulů byl nejstarší syn Heneage Finch, 2. hrabě z Aylesfordu (1683-1757), jeden z mladších synů John Finch (1689–1740) byl dlouholetým členem Dolní sněmovny. Starší dcera Elizabeth (1679-1757) byla manželkou ministra financí barona Bingleye, mladší Anne (1681-1751) se provdala za 1. hraběte z Dartmouthu.